# ريكي كرافين
ريكي كرافين (بالإنجليزية: Ricky Craven)‏ هو سائق سباق أمريكي، ولد في 24 مايو 1966 في نيوبورغ في الولايات المتحدة.

## وصلات خارجية
- الموقع الرسمي
- ريكي كرافين على موقع Racing-Reference.info (الإنجليزية)
- ريكي كرافين على موقع DriverDB.com (الإنجليزية)